# Sudden Fear
 Sudden Fear és una pel·lícula estatunidenca dirigida per David Miller, estrenada el 1952.

## Argument
Myra Hudson, rica heretera i autora teatral d'èxit, coneix l'actor Lester Blaine de qui s'enamora i amb qui acabarà per casar-se. En realitat l'home és encara enamorat de la seva ex-dona, Irene Neves, amb la qual intenta organitzar l'homicidi de Myra, que s'ha casat solament per interès. Mentre els dos furguen entre els seus papers, descobreixen que Myra ha deixat una voluntat testamentaria en arrelament amb la qual Lester rebrà una herència de 10.000 dòlars l'any, amb la clàusula que perdrà tots els drets si es casa novament. Lester i Irene discuteixen de l'homicidi de la dona, no adonant-se que tota la seva  conversa és enregistrada inadvertidament per un dictàfon que Myra usa només per registrar les seves coses. Després d'haver descobert el complot, i haver passat una nit d'insomni, Myra es cola en l'apartament d'Irene i roba una pistola, tramant la venjança sobre els dos amants. Lester intenta matar Myra, però falla quedant víctima del seu mateix pla. Tant Myra com Irene fugen, amb Lester que segueix en cotxe Myra, envestint Irene i morint en la temptativa d'evitar de copejar-la. Amb la mort dels dos amants, Myra tornada a casa, sola però finalment salva.

## Repartiment
- Joan Crawford: Myra Hudson
- Jack Palance: Lester Blaine
- Gloria Grahame: Irene Neves
- Bruce Bennett: Steve Kearney
- Virginia Huston: Ann Taylor
- Mike Connors: Junior Kearney

## Nominacions
- 1953. Oscar a la millor actriu per Joan Crawford
- 1953. Oscar al millor actor secundari per Jack Palance
- 1953. Oscar a la millor fotografia per Charles Lang
- 1953. Oscar al millor vestuari per Sheila O'Brien
- 1953. Globus d'Or a la millor actriu dramàtica per Joan Crawford